# Valea Sicheviței
Valea Sicheviței, románul: Valea Sicheviței, falu Romániában, a Bánságban, Krassó-Szörény megyében.

## Fekvése
Szikesfalu közelében fekvő település.

## Története
Valea Sicheviţei korábban Szikesfalu (Sicheviţa) része volt. 1956-ban vált külön településsé 156 lakossal.
1966-ban 111 lakosából 110 román, 1 magyar, 1977-ben 81 lakosából 77 román, 4 német,  
az 1992-es népszámláláskor pedig 29 lakosából 28 német volt.     